# Episodi di Alta marea (prima stagione)
La prima stagione della serie televisiva Alta marea, composta da 23 episodi, è stata trasmessa in anteprima negli Stati Uniti d'America in syndication dal 24 settembre 1994 al 13 maggio 1995. In Italia è stata trasmessa su Italia 1 nel 1997.
| nº | Titolo originale        | Titolo italiano | Prima TV USA      | Prima TV Italia |
| -- | ----------------------- | --------------- | ----------------- | --------------- |
| 0  | Pilot                   |                 | 1º gennaio 1994   |                 |
| 1  | Let Us Prey             |                 | 24 settembre 1994 |                 |
| 2  | Beauty's Only Skin Deep |                 | 1º ottobre 1994   |                 |
| 3  | Killer Wave             |                 | 8 ottobre 1994    |                 |
| 4  | Party Time              |                 | 15 ottobre 1994   |                 |
| 5  | It Takes a Thief        |                 | 22 ottobre 1994   |                 |
| 6  | Hot Rocks               |                 | 29 ottobre 1994   |                 |
| 7  | Match Point             |                 | 5 novembre 1994   |                 |
| 8  | Shanghied               |                 | 12 novembre 1994  |                 |
| 9  | Tight Spot              |                 | 19 novembre 1994  |                 |
| 10 | Revenge Is Sweet        |                 | 26 novembre 1994  |                 |
| 11 | Sitting Ducks           |                 | 11 dicembre 1994  |                 |
| 12 | So You Wanna Be a Cop   |                 | 17 dicembre 1994  |                 |
| 13 | La Bamba                |                 | 21 gennaio 1995   |                 |
| 14 | The Runaways            |                 | 28 gennaio 1995   |                 |
| 15 | A Clown Without Pity    |                 | 4 febbraio 1995   |                 |
| 16 | Cash Crop               |                 | 11 febbraio 1995  |                 |
| 17 | Dead in the Water       |                 | 18 febbraio 1995  |                 |
| 18 | Road to Tiri Tiri       |                 | 25 febbraio 1995  |                 |
| 19 | Regarding Joey          |                 | 4 marzo 1995      |                 |
| 20 | Pay Day                 |                 | 25 marzo 1995     |                 |
| 21 | The Chase               |                 | 15 aprile 1995    |                 |
| 22 | Dead Heat               |                 | 6 maggio 1995     |                 |
| 23 | Stalked                 |                 | 13 maggio 1995    |                 |